# تو مرا دیوانه کردی
تو مرا دیوانه کردی (به هندی: Humko Deewana Kar Gaye)یا با عشق ازدواج کن فیلمی محصول سال ۲۰۰۶ و به کارگردانی راج کانوار است. در این فیلم بازیگرانی همچون آنیل کاپور، آکشی کومار، بیپاشا باسو، کاترینا کایف، ماهش تاکور، بهاگیاشره، دلناز ایرانی، شرناز پاتل، پانت ایثار، هلن، هیمش رشامیا و گورپریت گوگی ایفای نقش کرده‌اند.